# Liste der Bremer Domprediger

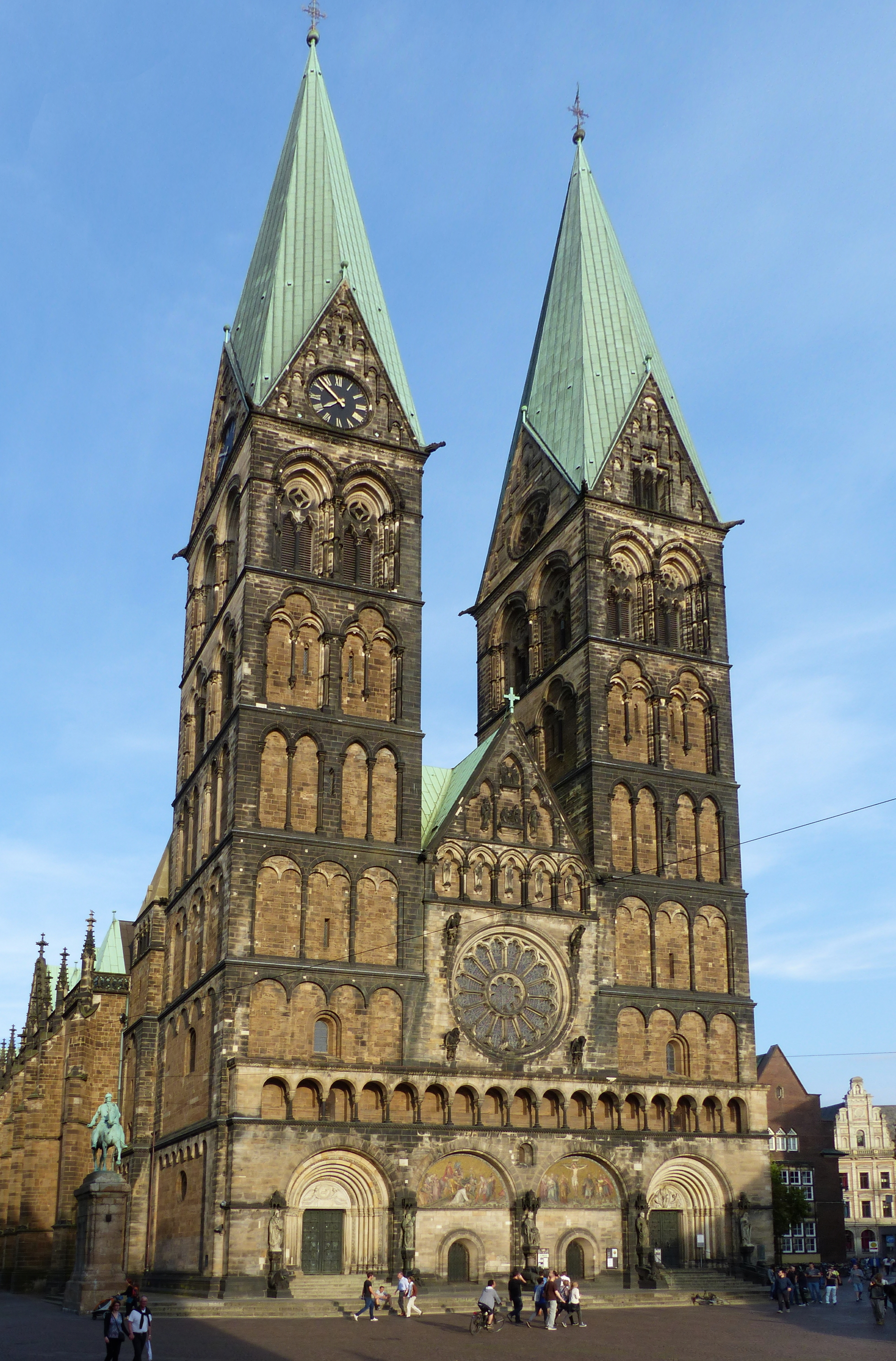
Westfassade des Bremer Doms, 2015

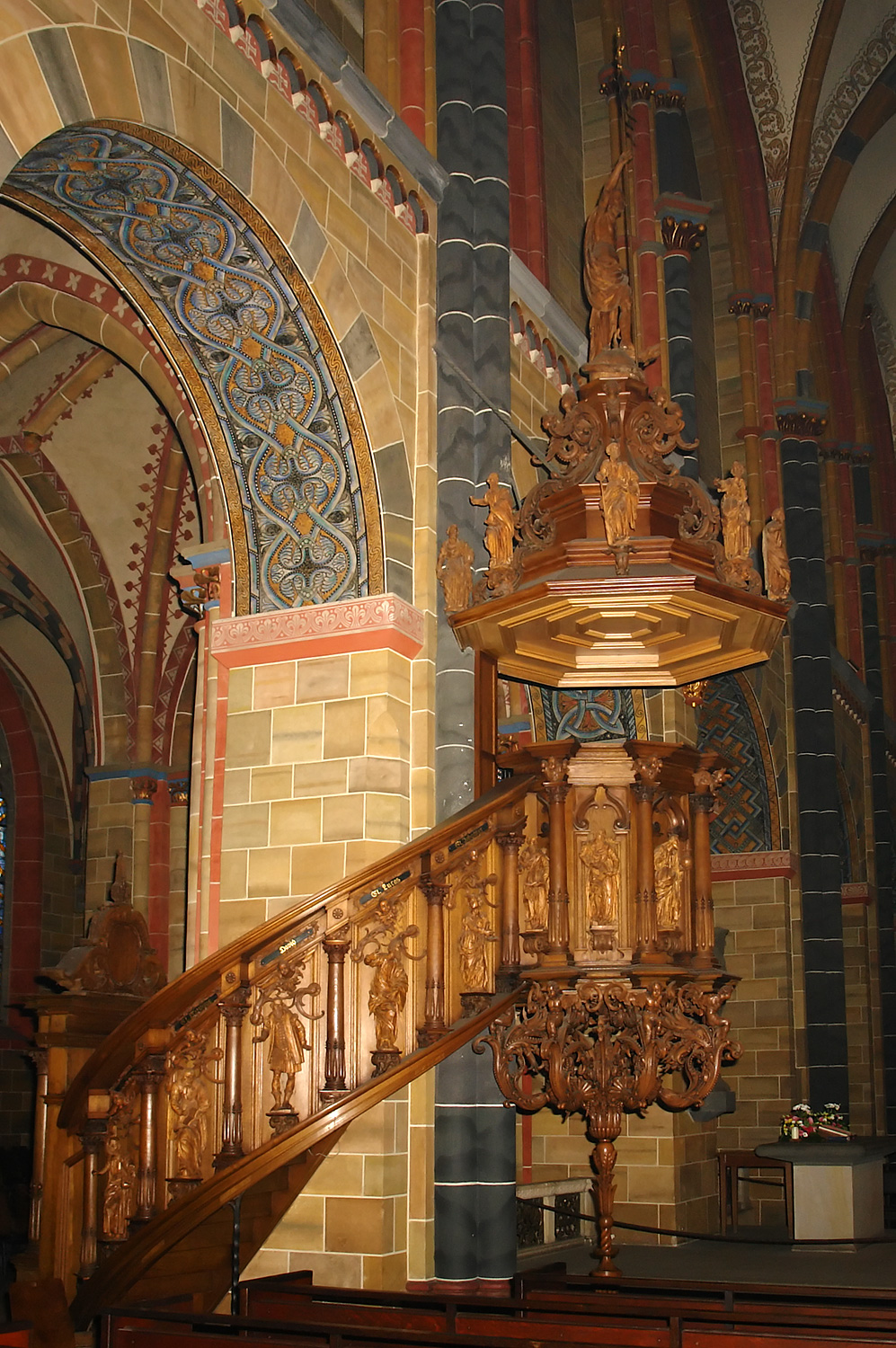
Barocke Kanzel von 1641 im Bremer Dom, 2007

Die Liste der Bremer Domprediger zeigt eine Vielzahl von Dompredigern des St.-Petri-Doms in der Stadt Bremen der letzten Jahrhunderte. Am Bremer Dom waren in der spätmittelalterlichen Tradition die „Domprediger“ zunächst nicht die Pfarrer, sondern übten ein eigenständiges Amt aus. Später wurde „Domprediger“ die übliche Bezeichnung für Pfarrer am Dom. Es gab häufig mehrere Domprediger, der leitende Domprediger trug den Titel „Primarius“ (vergleiche: Oberpfarrer).
In Bremen waren tätig:
| Name                          | von               | bis        | Bemerkungen                                                                              |
| ----------------------------- | ----------------- | ---------- | ---------------------------------------------------------------------------------------- |
| Albert Hardenberg             | 1547              | 1561       |                                                                                          |
| Daniel Lüdemann               | 1652              | 1677 ?     |                                                                                          |
| Simon Hennings                | 1655              | 1661       | 3. Prediger                                                                              |
| Bernhard Oelreich             | 1673              | 1686       | Superintendent                                                                           |
| Jacob Hieronymus Lochner      | vor 1700 (* 1649) | ? († 1700) | Superintendent                                                                           |
| Gerhard Meier                 | 1701              | 1723       | Superintendent                                                                           |
| Johann Diedrich Lappenberg    | ?                 | 1727 ?     |                                                                                          |
| Christoph Bernhard Crusen     | 1725              | 1744       | Pastor und Superintendent                                                                |
| Johann Vogt                   | 1733              | 1764 ?     |                                                                                          |
| Hermann Heeren                | 1741              | 1745       |                                                                                          |
| Wolbrand Vogt                 | 1746              | 1774 ?     |                                                                                          |
| Johann Georg Olbers           | 1760              | 1772 ?     |                                                                                          |
| Johann Gotthard Schlichthorst | 1765              | 1780       | ab 1775 Pastor Primarius und Superintendent                                              |
| Heinrich Erhard Heeren        | 1775              | 1811       | ab 1805 Pastor Primarius                                                                 |
| Johann David Nicolai          | 1781              | 1826       | ab 1810 Pastor Primarius                                                                 |
| Heinrich Wilhelm Rotermund    | 1798              | 1845       | ab 1827 Pastor Primarius                                                                 |
| Adolph Georg Kottmeier        | 1810              | 1842       |                                                                                          |
| Otto Philipp Merkel           | 1842              | 1874       | ab 1867 Pastor Primarius                                                                 |
| Carl Rudolf Schramm           | 1875              | ? († 1890) |                                                                                          |
| Waldemar Sonntag              | 1882              | 1912 ?     |                                                                                          |
| Oscar Mauritz                 | 1897              | 1946       | Hilfsprediger von 1889 bis 1892, Domprediger ab 1897, Pastor Primarius von 1915 bis 1946 |
| Otto Hartwich                 | 1909              | 1934       |                                                                                          |
| Erich Pfalzgraf               | 1914              | 1937       |                                                                                          |
| Heinrich Weidemann            | 1926 ?            | 1944       | ab 1934 Landesbischof von Bremen                                                         |
| Maurus Gerner-Beuerle         | 1946              | 1971       |                                                                                          |
| Günter Abramzik               | 1958              | 1992       |                                                                                          |
| Ortwin Rudloff                | 1971              | 1993       |                                                                                          |
| Babett Flügger                | 1992              | 2011       | Dompredigerin                                                                            |
| Henner Flügger                | 1992              | 2024       | Domprediger                                                                              |
| Peter Ulrich                  | 1992              | 2019       | Domprediger                                                                              |
| Ingrid Witte                  | 1994              |            | Dompredigerin                                                                            |
| Christian Gotzen              | 2001              | 2024       | Domprediger                                                                              |
| Sebastian Schneider           | 2020              |            | Domprediger                                                                              |
| Christian Naegeler            | 2024              |            |                                                                                          |